# Provinz José Manuel Pando
José Manuel Pando ist eine von zwanzig Provinzen des bolivianischen Departamento La Paz und liegt im südwestlichen Teil des Departamentos. Die Provinz trägt ihren heutigen Namen zu Ehren von José Manuel Pando (1848–1917), der von 1899 bis 1904 Staatspräsident von Bolivien war.

## Lage
Die Provinz liegt im westlichen Teil des bolivianischen Altiplano südlich des Titicacasees und grenzt im Westen an die Republik Peru, im Südosten an die Provinz Pacajes und im Nordosten an die Provinz Ingavi.
Die Provinz erstreckt sich zwischen etwa 16° 57' und 17° 29' südlicher Breite und 69° 01' und 69° 39' westlicher Länge, sie misst von Norden nach Süden 50 Kilometer und von Westen nach Osten 50 Kilometer.

## Bevölkerung
Die Einwohnerzahl der Provinz José Manuel Pando ist in den vergangenen drei Jahrzehnten auf mehr als das Zweieinhalbfache angestiegen:
| Jahr | Einwohner | Quelle       |
| ---- | --------- | ------------ |
| 1992 | 4577      | Volkszählung |
| 2001 | 6137      | Volkszählung |
| 2012 | 7381      | Volkszählung |
| 2024 | 12 092    | Volkszählung |

Der Alphabetisierungsgrad in der Provinz beträgt 91,5 Prozent, und zwar 96,7 Prozent bei Männern und 74,6 Prozent bei Frauen.
Die Säuglingssterblichkeit ist von 8,2 Prozent (1992) auf 5,2 Prozent (2001) zurückgegangen.
80,6 Prozent der Bevölkerung sprechen Spanisch, 90,0 Prozent sprechen Aymara, und 0,2 Prozent Quechua. (2001)
91,5 Prozent der Bevölkerung haben keinen Zugang zu Elektrizität, 51,2 Prozent leben ohne sanitäre Einrichtung (2001).
73,5 Prozent der Haushalte besitzen ein Radio, 1,9 Prozent einen Fernseher, 51,2 Prozent ein Fahrrad, 2,1 Prozent ein Motorrad, 1,4 Prozent einen PKW, 0,3 Prozent einen Kühlschrank, und 0,2 Prozent ein Telefon. (2001)
62,2 Prozent der Einwohner sind katholisch, 32,2 Prozent sind evangelisch (1992).

## Gliederung
Die Provinz José Manuel Pando gliederte sich bei der letzten Volkszählung von 2024 in die folgenden beiden Verwaltungsbezirke (bolivianisch: Municipios):
- 02-1901 Municipio Santiago de Machaca – 6.766 Einwohner
- 02-1902 Municipio Catacora – 5.326 Einwohner

## Ortschaften in der Provinz José Manuel Pando
- Municipio Santiago de Machaca
  - Santiago de Machaca 467 Einw. (2012) – Alto Alianza 448 Einw. (2012) – Berenguela 95 Einw. (2001)

- Municipio Catacora
  - Catacora 548 Einw. (2012) – Thola Khollu 32 Einw. (2012)